# Al paradiso delle signore
Al paradiso delle signore (Au bonheur des dames) è l'undicesimo romanzo dello scrittore francese Émile Zola appartenente al ciclo dei Rougon-Macquart pubblicato nel 1883.

## Trama
Quando per la giovane orfana Denise Baudu la situazione economica è divenuta insostenibile a Valognes, sua città natale, si trasferisce a Parigi con i fratelli più piccoli, Jean e Joseph, facendo affidamento sullo zio Baudu, che al tempo della morte dei genitori le aveva detto di poter contare su di lui. Scopre però che l'uomo, che da tanti anni gestisce un negozio di abbigliamento, il Vieil Elbeuf, è sull'orlo della rovina come tanti altri mercanti del quartiere che sono stati spiazzati dalla concorrenza fatta dallo spregiudicato Octave Mouret, direttore del grande e moderno negozio della zona, Al paradiso delle signore.

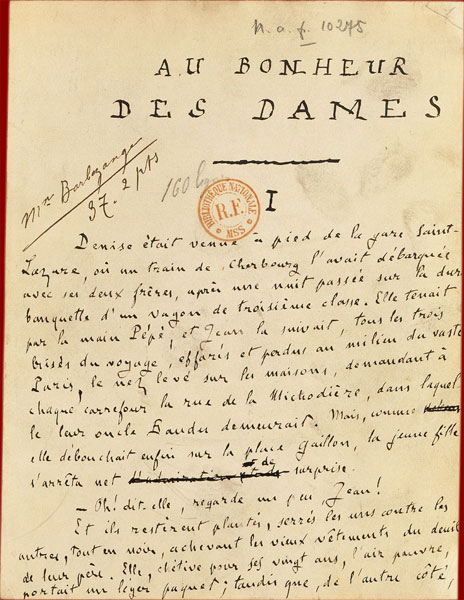
Al paradiso delle signore: manoscritto

Mouret, grande conoscitore e conquistatore dell'animo femminile, riesce a sfruttare due sue amanti per ottenere azioni e alleati anche se poi, con grande cinismo, le abbandona quando non servono più.
Denise, con grande dispiacere dello zio, pur di lavorare è costretta a farsi assumere come commessa al magazzino Al paradiso delle signore dove, grazie alla sua grazia e fierezza, conquista l'ammirazione degli uomini e l'odio delle donne ma continua a combattere con coraggio per sé e per i suoi fratelli.
Il pericolo maggiore per Denise è però la natura dei suoi sentimenti. Infatti ella si sente attratta fin dall'inizio da Mouret che, a sua volta, è rimasto attirato dalla grazia scontrosa ma determinata della ragazza. Ma quando Mouret le si rivolge avanzando proposte, Denise trova la forza per allontanarlo perché non sopporterebbe di essere per lui solamente un'avventura.
Octave, che soffre per questo rifiuto, cambia il suo abituale atteggiamento e appare più ingentilito. Denise intanto riesce ad affermarsi sempre di più nell'azienda fino a raggiungere un posto rilevante. Octave, che l'ama e l'ammira, si dichiara ancora una volta e dopo una tormentosa lotta i due si sposano felicemente.

## Adattamenti cinematografici
Questo romanzo è stato adattato per alcune versioni cinematografiche:
- Il tempio delle tentazioni di Julien Duvivier nel 1930, film muto;
- Au Bonheur des Dames di André Cayatte nel 1943;
- The Paradise (2012) BBC.
- Il paradiso delle signore (2015) serie tv italiana - regia di Monica Vullo.

La versione di Julien Duvivier è stata selezionata per il Seattle International Film Festival 2006, patrocinato dal Consolato Generale di Francia a San Francisco e TV5 Monde.
Una partitura musicale è stata creata per l'occasione con Joanna Seaton in Vocal Performance, Donald Sosin alle tastiere, Nick Sosin agli strumenti di percussione.

## Edizioni italiane
- trad. di Ferdinando Martini, Perino, Roma 1883; Salani, Firenze, 1932; Newton Compton, Roma 1994 (con introduzione di Mario Lunetta)
- trad. di Giuseppe Piemontese, Minerva, Milano 1934
- trad. di Ferdinando Martini e Guido Mazzoni, Mondadori, 1936
- trad. di Curzio Siniscalchi, Lucchi, Milano 1954
- trad. di Liliana Caruso, Peruzzo, Milano 1986
- trad. di Alfredo Jeri, introduzione di Colette Becker, BUR, Milano 1959 ISBN 8817167134